# Тёлон
Тёло́н (Шоло́н) (вьет. Chợ Lớn, listenо файле) — китайский квартал Хошимина. Лежит западнее реки Сайгон на территориях Пятого и Шестого районов города.

## История
До 1910 года Тёлон (истор. Шолон) был отдельным городом. Он был основан в 1698 году китайцами, конфликтовавшими с династией Цин, а в XVIII веке сильно расширился благодаря переселенцам-китайцам, спасавшимся от Тэйшонов, которые преследовали их за поддержку князей Нгуенов. В Тёлоне тэйшонами было убито не менее десяти тысяч китайцев. Постепенно китайцы, имевшие значительное влияние на торговлю благодаря полному контролю джонок и сампанов, создали рынки (вьет. chợ) для товарного обмена, а из-за того, что местный рынок выделялся размером, его стали называть большим (вьет. lớn).
Во время захвата Вьетнама французами Тёлон был важным укреплением на так называемой «линии пагод», шестикилометровой линии укреплений между Тёлоном и Сайгоном. Впоследствии 15 июля 1864 года правительство Наполеона III подписало с Фан Тхань Зяном соглашение о передаче Вьетнаму назад трёх захваченных провинций в обмен на Сайгон, Тёлон и Вунгтау. В XIX веке Тёлон уже был крупным сельскохозяйственным центром, в котором оказалась сосредоточена рисоочистительная промышленность страны, полностью контролируемая китайцами.
В 1927 году в Тёлоне, поблизости от первых сайгонских революционных профсоюзов, обосновались кантонцы, бежавшие после поражения восстания в Гуанчжоу.

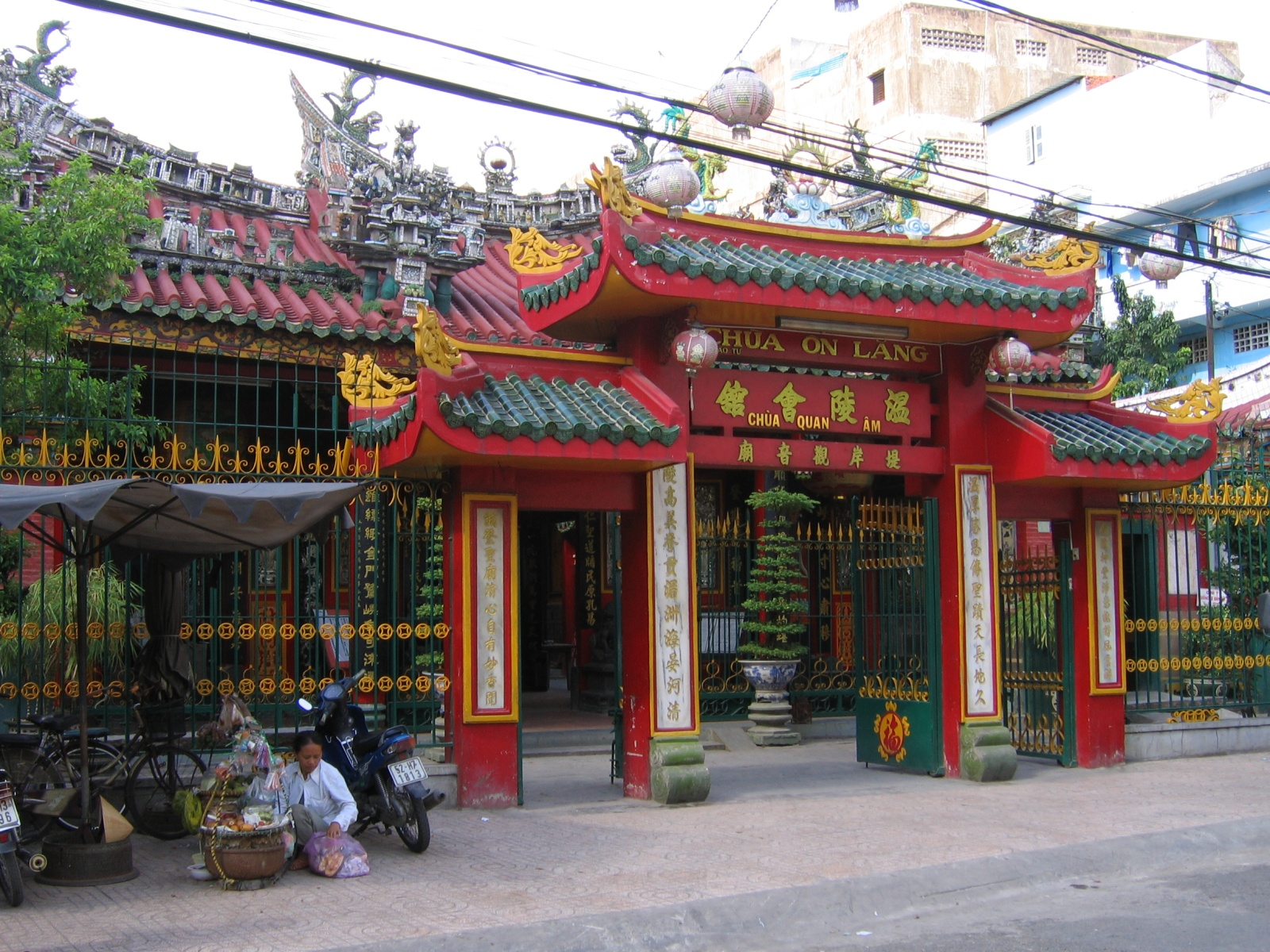
Пагода Куанам[англ.]

## Название
Вьетнамское название Тёлон означает «большой рынок». Китайское (и изначальное) название — иер. трад. 堤岸, упр. 堤岸, ютпхин: tai4ngon6, йель: tai4ngon6, кант.-рус.: тхайнгонь, пиньинь: Dī'àn, палл.: диань, буквально: «набережная». Вьетнамское прочтение этих иероглифов — Денган (Đê Ngạn). Согласно Выонг Хонг Шэну, китайцы называли его вьет. Thầy Ngôồn или вьет. Xi Cóon, а французы — Тёлон, Тёлен или Тёлён.